# Río Kalitvá
El río Kalitvá o río Bélaya Kalitvá o río Bolshaya Kalitvá (del ruso: Калитва́, Бе́лая Калитва́, Больша́я Калитва́) es un río del óblast de Rostov del sur de Rusia, afluente por la izquierda del río Séverski Donets, de la cuenca del Don.

## Características

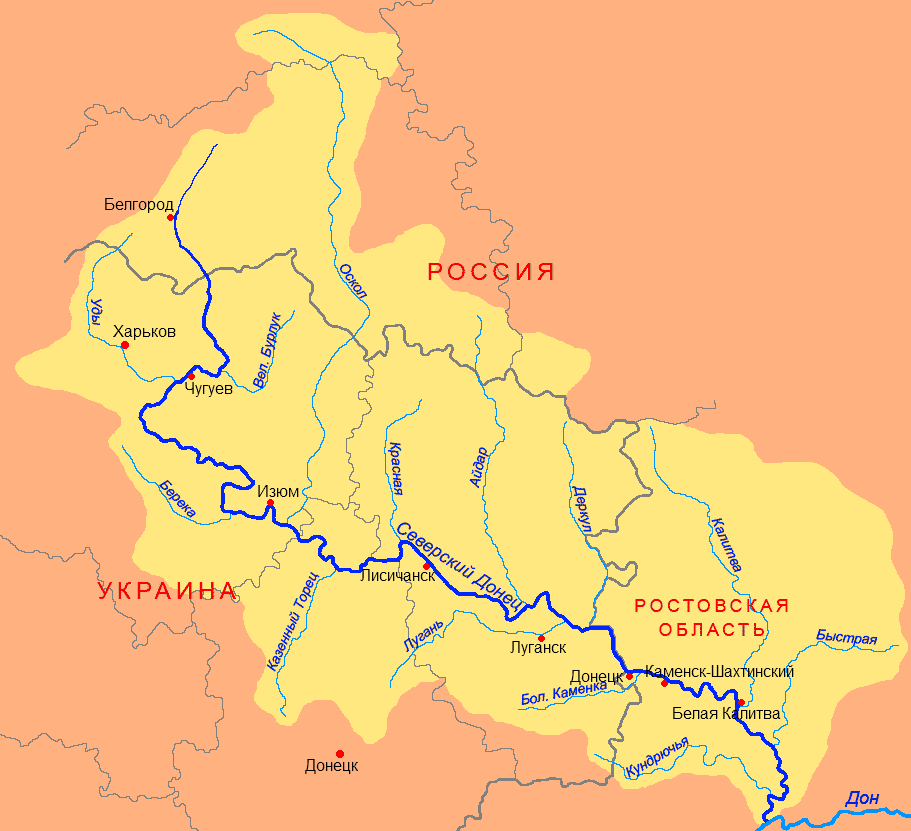
Cuenca del Séverski Donéts, donde aparece el curso del Kalitvá.

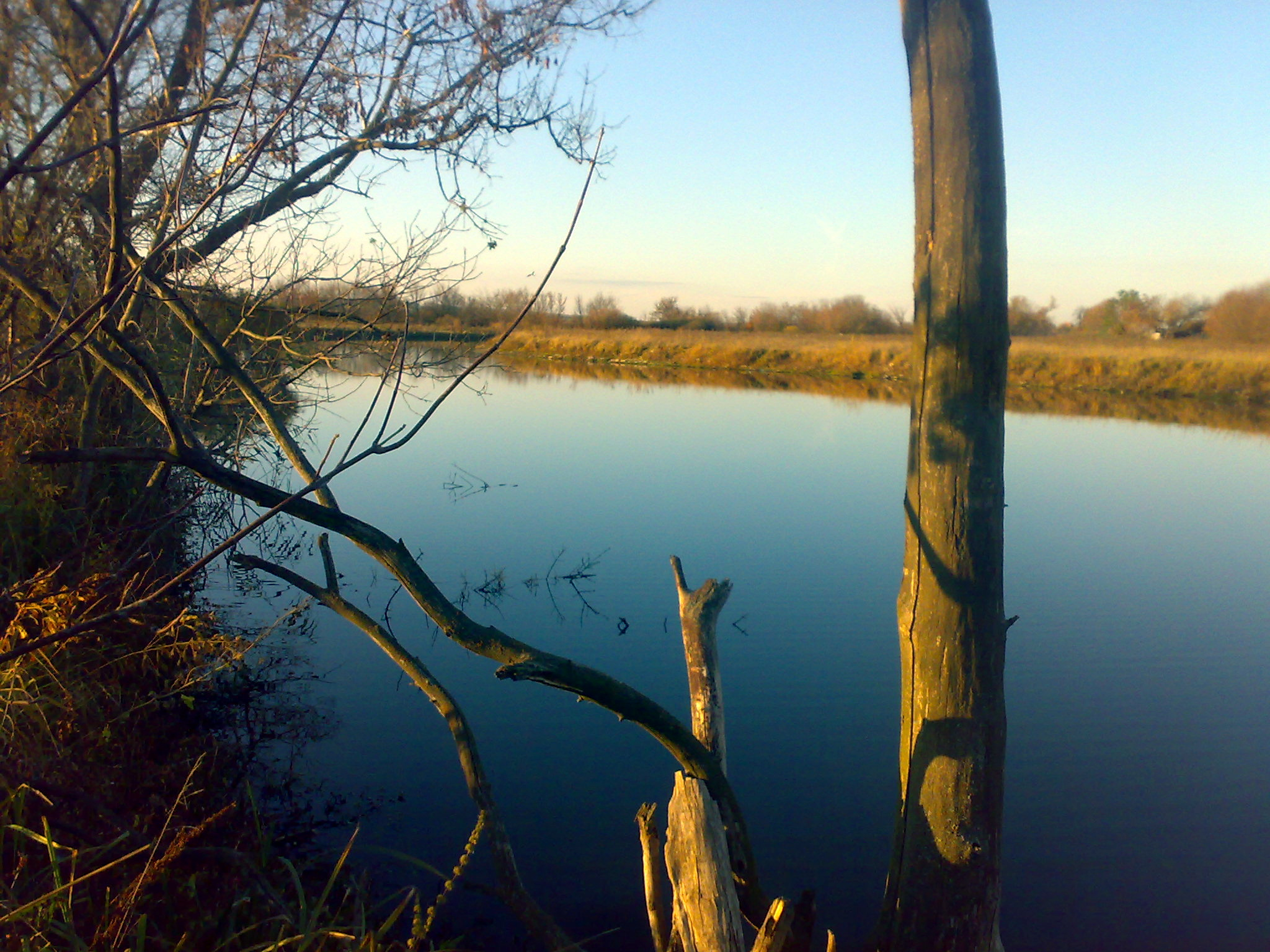
El río cerca de Mánkovo-Kalitvénskoye.

Tiene una longitud de 308 km y su cuenca hidrográfica cubre un área de 10.600 km². El río nace en las colinas del Don, al este de la frontera con Ucrania y al oeste de Anno-Rébrikovskaya y fluye en dirección este hasta llegar al jútor Novostepánovski, donde gira al sur hacia Bakái, Shedrovka y Mánkovo-Kalitvénskoye (donde recibe por la derecha al Melovaya). Aquí su cauce vira ligeramente hacia el sureste, hacia Sheptujovka, Novosiolovka (donde recibe por la derecha al Kolodezianka), Novoyefanovka, Kudínovka, recibe por la izquierda al Kamyshnaya, Grai-Voronets, Diógtevo (donde recibe por la izquierda al Lozovaya) y Kliuchkovka (donde recibe por la izquierda al Goli Yar). Aquí vira en dirección general al sur, pasando por Novoaleksándrovka, Novoukolovka, Ternovaya, Novonikoláyevka, Oljovi Rog y Nikólskaya, Luki, donde vuelve a girar hacia el sureste para pasar por Krivorozhie, Yekaterínovka (donde recibe por la derecha al Pugachova) y Aleksándrovka (donde recibe por la izquierda al Oljovaya). Desde aquí vira en amplios meandros en dirección sur para pasar por Pávlovka, Yefrémovo-Stepánovka, Serguéyevka, Kolushkino, Sharpáyevka (donde recibe por la izquierda al Bolshaya), Annovka, Razdolie (donde recibe por la izquierda al Beriózovaya) y Golovka, desde donde vira al suroeste, hacia Gusynka, Kórsunka, Titov, Kónonov, Litvínovka, Kocheván y Dubovói, desde donde vuelte a tomar dirección general hacia el sur, hacia Lénina, Rudakov, Gorniatski, Krutinski, Pogorélov, Verjnepopov y Nizhnepopov, donde gira al oeste para bordear Sosny y Bélaya Kalitvá, donde desemboca en la orilla izquierda del Séverski Donéts.
La alimentación del río es básicamente nival. El curso recorre una zona principalmente de estepa. Es navegable en su curso bajo. El caudal del río ha descendido mucho en las últimas décadas, por lo que el lecho se ha llenado de sedimentos y las playas en sus orillas han desaparecido prácticamente, cubriéndose de vegetación. La principal localidad en su curso es la ciudad de Bélaya Kalitvá, en su confluencia con el Séverski Donéts.
A su cuenca pertenecen varios pequeños lagos, como el Verbliuzhie, el Durnoye (al este y al noroeste de Sharpáyevka, respectivamente), el Výssheye, el Lebiazhi Limán (al este de Novonikoláyevka) y el Nízsheye.